# 奥尔登堡大公国
奥尔登堡大公国是十九世纪时德意志邦聯、北德意志邦聯和德意志帝國的邦國之一，其領土由三個獨立的部分組成 — 包括奥尔登堡、奥伊廷和比肯费尔德。大公國的領土大小在德意志諸國中排名第十，在德國聯邦參議院中有一票，而在德意志帝國議會中則有三名代表。

## 歷史
大公國的大部分人口都是薩克森人，但是亦有相當數量的古代弗里斯蘭人後裔在大公國的北部和西部居住。兩支種族某程度上仍然可以被辨認出來，但是他們都已經以低地德語為日常語言。只有在薩特蘭地區的弗里斯蘭人仍然使用當地獨有的沙特弗里西語。大公國的人口分佈並不平均，國內某些的沼澤地帶人口密度每平方英里平均高達300人，可是在一些地區例如丘陵地帶人口密度卻可能低至每平方英里平均只有40人。有大約百分之七十的人口居住在農村地區。大公國1853年將亚德湾沿岸土地透過亞德條約讓予普魯士王國，日後普魯士在這裡建立了威廉港。
1774年，歐登堡王朝分支霍爾斯坦-戈托普王朝的弗里德里希·奧古斯特被皇帝約瑟夫二世封為歐登堡公爵，建立由霍爾斯坦-戈托普分支統治的歐登堡公國。
在升格為大公國前的拿破崙戰爭時期，時任公爵彼得·弗里德里希·威廉失去了對公國的統治。1806年奥尔登堡公国被法荷聯軍佔領，公爵和攝政彼得·弗里德里希·路德維希被迫流亡; 但1807年威廉公爵復辟，1808年公國加入了萊茵聯邦。1810年公爵拒絕拿破崙以艾爾福特作為領土交換，可是公國仍然被迫合併到法國。這令公爵決心加入反法同盟。由於公爵為俄國亞歷山大一世提供了很大的幫助，因此在維也納會議中，公爵除了重獲原奥尔登堡公國的領土之外，還獲得奥伊廷和比肯费尔德兩地，更可升格為大公國。1829年，奧古斯特繼承父親彼得一世成為新任大公。
奥尔登堡在1848年席捲全歐的革命中並不能夠完全避免，但國內由此至終並未有發生大型的騷亂。1849年，奧古斯特大公頒布了一部自由程度甚高的憲法。在此之前，大公國都以開明專制的思想作為統治政策，大公國內沒有貴族的特權階級，農民階級相對獨立，國內城鎮影響相對次要; 這些因素令新憲法的推行將少不免地產生一定程度的摩擦。雖然1852年對憲法中某些條文作出了修改，但這憲法仍然是德意志邦聯眾邦國憲法中自由度最高的一部。1855年與1868年大公國的行政系統都作出了重大的修改，而1853年提出的法案亦規範了國內的教會事務。同年大公奧古斯特逝世，並由其子彼得二世繼位。1863年彼得二世有意獲得石勒蘇益格和荷爾斯泰因兩公國的公爵爵位，但最終1867年他在普魯士的意願之下放棄了爭取，彼得二世亦因以獲得少許的補償。1866年普奧戰爭中彼得二世決定支持普魯士對抗奧地利帝國，並加入了北德意志邦聯。1871年大公國成為了德意志帝國的其中一個邦國。

## 資料來源
本条目包含来自公有领域出版物的文本: Chisholm, Hugh (编).  (第11版). London: Cambridge University Press. 1911.